# Dusona nubilator
Dusona nubilator là một loài tò vò trong họ Ichneumonidae.